# Піфія

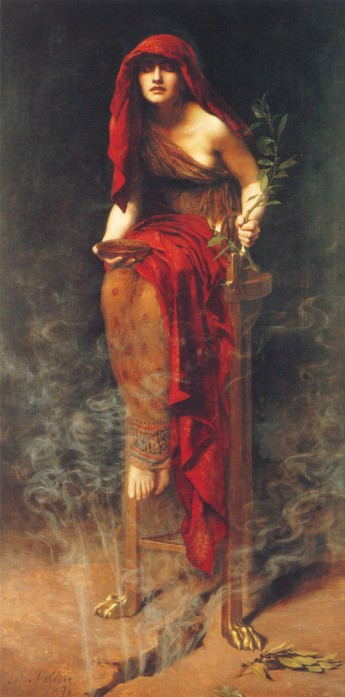
Піфія, Джон Кольєр

Пі́фія, або Пітія́ (грец. Πυθία; МФА: [pyːˈtʰi.aː]), — віщунка і жриця Аполлона в Дельфах. 
Спочатку функцію піфії виконувала молода дівчина, а згодом п'ятдесятирічна жінка, яку вибирали з багатої аристократичної родини, проте зберігся звичай одягати її під час віщування в дівоче вбрання. Перед віщуванням Піфія постилась й робила ритуальну купіль у водах Кастальського джерела.
Метафорично Піфія — людина, яка з таємничим виглядом робить нечіткі й двозначні висновки.